# Donnersbergerstraße 42 (München)

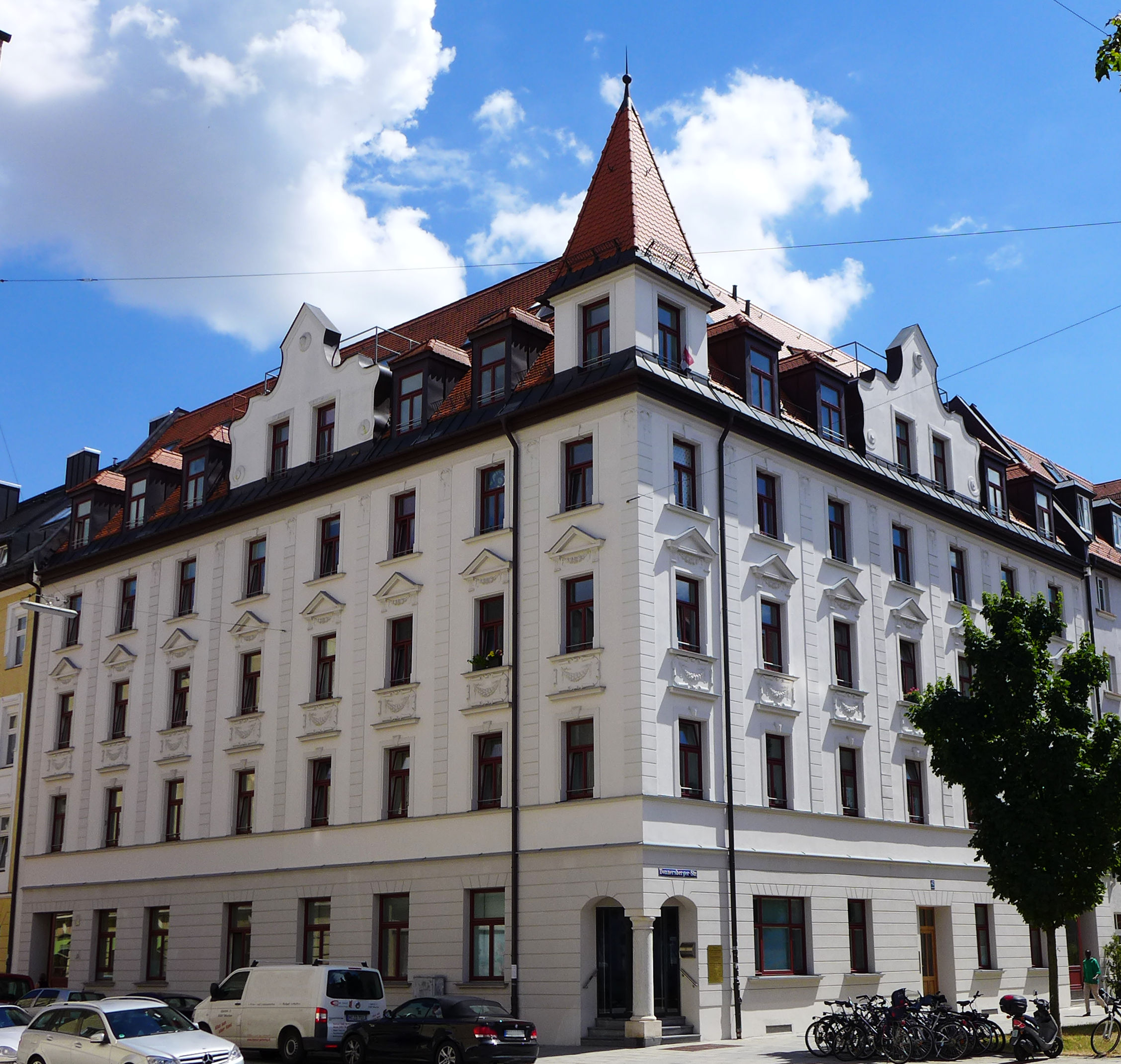
Haus Donnersbergerstraße 42 in München-Neuhausen

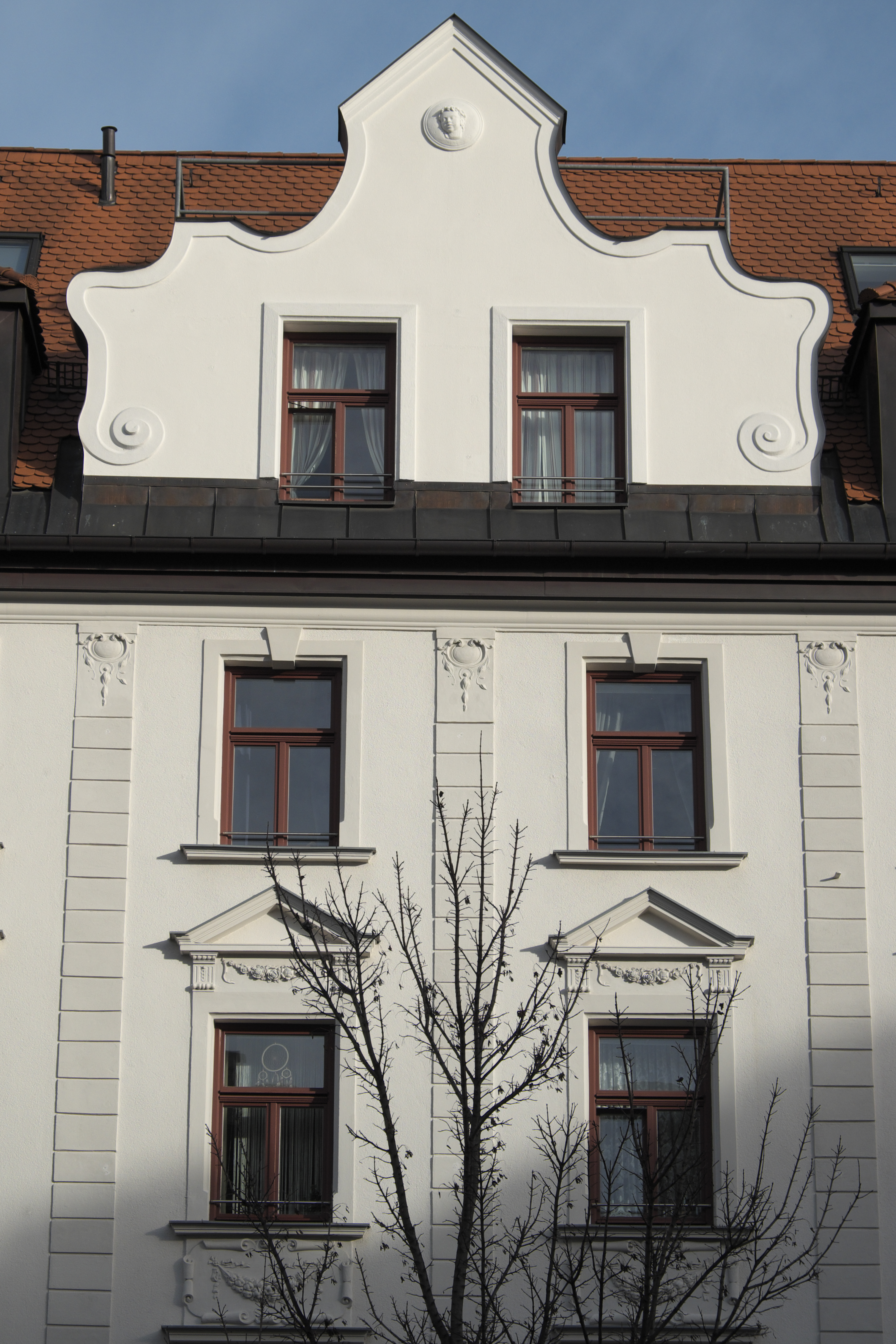
Giebel

Das Haus Donnersbergerstraße 42 ist ein denkmalgeschütztes Mietshaus in der Donnersbergerstraße im Münchner Stadtteil Neuhausen.
Das Gebäude im Stil des Neubarocks wurde um 1900 errichtet. Es besitzt rustizierte Lisenen und einen Eckturm. Während des Baus der Anwohnertiefgarage kam es bei der zeitgleichen Sanierung des Anwesens Donnersbergerstraße 42 aus nie ganz geklärten Gründen zu einem spektakulären Gebäudeeinsturz.